# Karlplatz (Berlin-Lichterfelde)
Der Karlplatz ist ein zentraler Platz im Berliner Ortsteil Lichterfelde des Bezirks Steglitz-Zehlendorf. Er stellt ein stadtplanerisches Zentrum der Villenkolonie Lichterfelde dar. In ihn mündet die Friedrichstraße, des Weiteren wird er von der Ringstraße, der Baseler Straße und dem Kadettenweg tangiert.

## Geschichte des Karlplatzes
Als Teil der Villenkolonie Lichterfelde wurde der Platz Ende des 19. Jahrhunderts von Johann Anton Wilhelm von Carstenn geplant und angelegt. Carstenn war seinerzeit ebenfalls verantwortlich für die Anlegung der Wilmersdorfer und der Friedenauer Carstenn-Figuren, zweier städtebaulicher Straßenstrukturen. Namensgeber des Platzes war Prinz Carl von Preußen, ein Bruder Kaiser Wilhelms I., General der Infanterie und erster Herrenmeister des 1852 wiederhergestellten Johanniterordens. Der Johanniterorden hat seinen Sitz in Lichterfelde. Prinz Carl lebte in seinem Palais am Berliner Wilhelmplatz und in Schloss Glienicke, mit dessen Ausbau er Karl Friedrich Schinkel beauftragt hatte.
Heute befindet sich auf dem Platz ein Kinderspielplatz, der von Grünflächen und Sitzgelegenheiten umgeben ist.
Im Februar 2015 wurde der Platz durch private Spenden neu gestaltet. Die Grünanlagen wurden erneuert und der hölzerne Bretterzaun durch einen hochwertigeren aus Metall ersetzt.
Auch der Karlplatz in Berlin-Mitte ist nach Prinz Carl benannt (siehe Bertolt Brechts Gedicht Die Pappel vom Karlsplatz aus dem Jahr 1950).

## Namensgebung
Es gibt unterschiedliche Schreibweisen des Platzes: Entgegen dem Vornamen seines historischen Namenspaten lautet sein Name nicht ‚Carlplatz‘. An zahlreichen Stellen wird der Platz als ‚Karlsplatz‘ (mit ‚s‘) bezeichnet, sogar das historisierende Straßenschild weist diesen Namen aus. 1934 wurde die amtliche Widmung aufgehoben, da der Platz keine postalische Bedeutung hatte. In der Bevölkerung lebt der Name weiter; das historisierende Straßenschild ist kein amtliches Straßenschild.